# Piste Dalton
Pour les articles homonymes, voir Dalton et Dalton Highway.

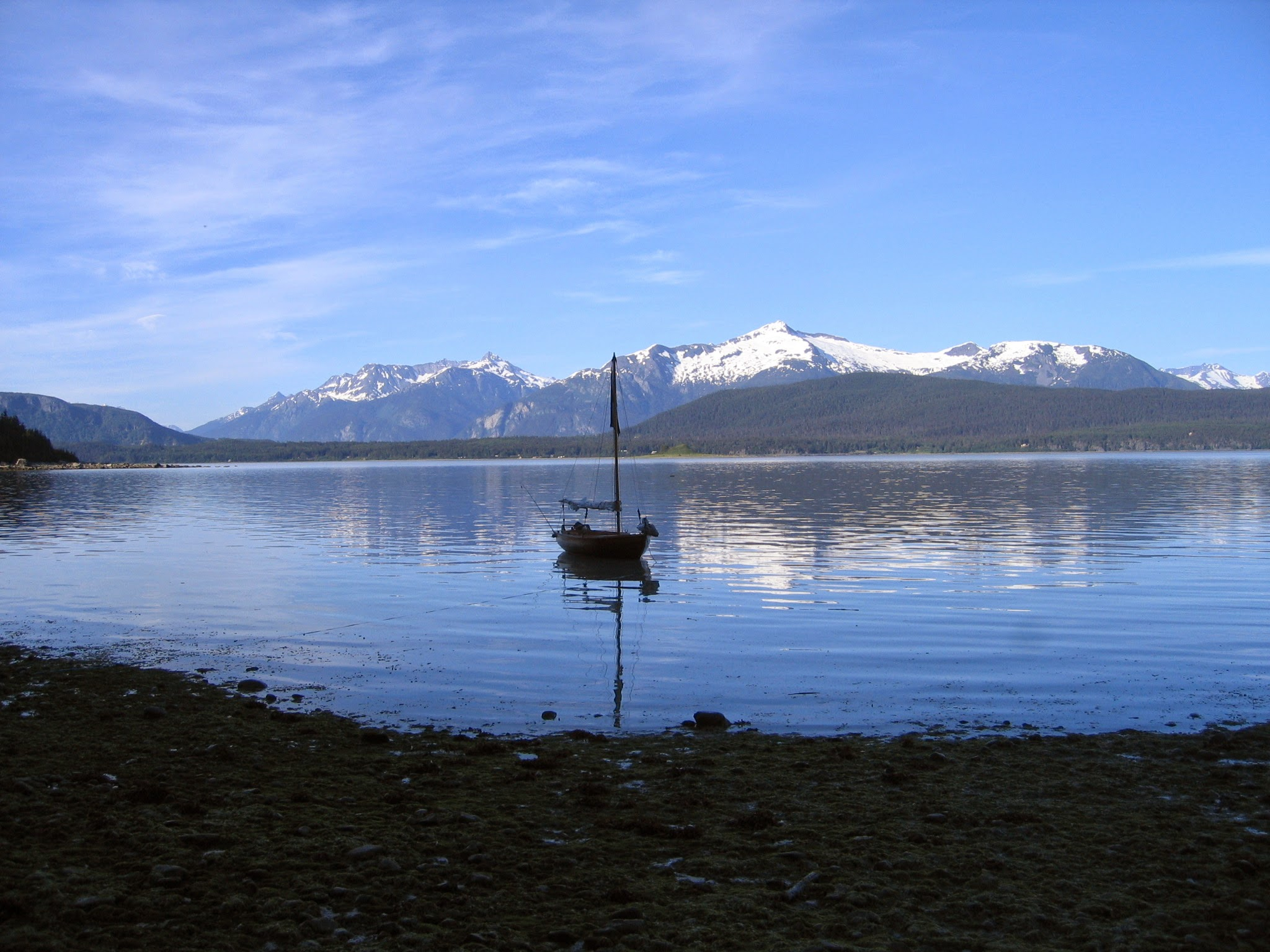
Pyramid Arbor

La piste Dalton (Dalton Trail en anglais) est une route du Yukon au Canada et d'Alaska aux États-Unis. Elle est située entre Pyramid Harbor, à l'ouest de Haines en Alaska et Fort Selkirk au Yukon. Elle fait 396 km de long.
À l'origine, le peuple Chilkat, qui est un groupe faisant partie des Tlingits, contrôlaient ce passage, qu'ils utilisaient pour leur commerce avec les Athabascans. Ils avaient nommé cette route, la piste de la graisse, à cause de l'huile qu'ils extrayaient des poissons eulakanes, principale source de transaction avec les autres peuples. Les Tlingits apportaient leur huile et la troquaient contre les fourrures, et pépites de cuivre que les Athabascans apportaient. Le marché pouvait durer plus d'un mois, et réunissait une centaine d'hommes, chacun transportant 45 kg de marchandise.
Le système a perduré jusqu'en 1890 quand E.J. Glave, John Dalton et quelques autres, mandatés par un magazine de New-York appelé Leslie's Illustrated Magazine pour explorer l'intérieur de l'Alaska, découvrirent que ce passage pourrait devenir une importante voie de commerce. Dalton et Grave y retournèrent en 1891, avec des animaux de bât pour étayer leur hypothèse. Glave mourut quelques années après, mais Dalton resta dans la région, et développa plusieurs comptoirs, et établit un péage pour la circulation sur la route, que les prospecteurs ne tardèrent pas à appeler Dalton's Trail. 
Pendant la Ruée vers l'or du Klondike, de nombreux chercheurs d'or l'empruntèrent jusqu'à Fort Selkirk, tandis que des radeaux acheminaient animaux et bétail vers Dawson City.
En 1900, la ligne de chemin de fer de la  White Pass and Yukon Route arriva à Skagway, ce qui entraîna une très importante diminution du trafic sur la piste Dalton. La partie ouest de l'actuelle Haines Highway emprunte le même trajet que la piste Dalton.